# Turkmenistan op de Olympische Zomerspelen 2016
Turkmenistan nam deel aan de Olympische Zomerspelen 2016 in Rio de Janeiro, Brazilië. Tot de Turkmeense selectie behoorden negen atleten, actief in vijf verschillende sporten. Zij gingen op voor de eerste Turkmeense olympische medaille in het post-Sovjettijdperk. 

## Deelnemers en resultaten
(m) = mannen, (v) = vrouwen 

### Atletiek
| Olympiër           | Discipline         | Resultaat | Prestatie                    |
| ------------------ | ------------------ | --------- | ---------------------------- |
| Amanmurad Hommadov | kogelslingeren (m) | 30e       | kwalificaties: 61,99 m (30e) |
|                    |                    |           |                              |
| Yelena Ryabova     | 200 m (v)          | series    | series: 25.45 (8e)           |

### Boksen
| Olympiër          | Discipline | Resultaat    | Prestatie                                    |
| ----------------- | ---------- | ------------ | -------------------------------------------- |
| Arslanbek Achilov | –75 kg (m) | eerste ronde | eerste ronde verloor van Zoltán Harcsa (1–2) |

### Gewichtheffen
| Olympiër               | Discipline  | Resultaat | Prestatie                                                      |
| ---------------------- | ----------- | --------- | -------------------------------------------------------------- |
| Hojamuhammet Toychiyev | +105 kg (m) | DNF       | trekken: 193 kg (DNF)                                          |
|                        |             |           |                                                                |
| Gulnabat Kadyrova      | –69 kg (v)  | 13e       | trekken: 90 kg (14e) stoten: 105 kg (13e) totaal: 195 kg (13e) |

### Judo
| Olympiër              | Discipline | Resultaat    | Prestatie                                      |
| --------------------- | ---------- | ------------ | ---------------------------------------------- |
| Gulbadam Babamuratova | –52 kg (v) | eerste ronde | eerste ronde verloor van Laura Gómez: ippon    |
| Rushana Nurjavova     | –57 kg (v) | eerste ronde | eerste ronde verloor van Hedvig Karakas: ippon |

### Zwemmen
| Olympiër        | Discipline           | Resultaat | Prestatie               |
| --------------- | -------------------- | --------- | ----------------------- |
| Merdan Ataýew   | 100 m rugslag (m)    | 33e       | series: 56.34 (33e, NR) |
|                 |                      |           |                         |
| Darya Semyonova | 100 m schoolslag (v) | 41e       | series: 1:19.84 (41e)   |